# Musica bounce
La bounce music è un sottogenere dell'hip hop, derivatosi dal Southern hip hop tra gli anni '80 e gli anni '90 a New Orleans, Louisiana.